# Castel San Niccolò
Castel San Niccolò is een gemeente in de Italiaanse provincie Arezzo (regio Toscane) en telt 2830 inwoners (31-12-2004). De oppervlakte bedraagt 83,0 km², de bevolkingsdichtheid is 34 inwoners per km².
De volgende frazioni maken deel uit van de gemeente: Borgo alla Collina, Cetica, Prato di Strada, Garliano, Caiano, Rifiglio, Battifolle, Ristonchi, Terzelli, Pagliericcio.

## Demografie
Castel San Niccolò telt ongeveer 1182 huishoudens. Het aantal inwoners daalde in de periode 1991-2001 met 0,1% volgens cijfers uit de tienjaarlijkse volkstellingen van ISTAT.
| Jaar | Inwoneraantal |
| ---- | ------------- |
| 1991 | 2859          |
| 2001 | 2855          |

## Geografie
De gemeente ligt op ongeveer 380 m boven zeeniveau.
Castel San Niccolò grenst aan de volgende gemeenten: Castelfranco Piandiscò, Loro Ciuffenna, Montemignaio, Ortignano Raggiolo, Poppi, Pratovecchio Stia, Reggello (FI).
Anghiari · Arezzo · Badia Tedalda · Bibbiena · Bucine · Capolona · Caprese Michelangelo · Castel Focognano · Castel San Niccolò · Castelfranco Piandiscò · Castiglion Fibocchi · Castiglion Fiorentino · Cavriglia · Chitignano · Chiusi della Verna · Civitella in Val di Chiana · Cortona · Foiano della Chiana · Laterina · Loro Ciuffenna · Lucignano · Marciano della Chiana · Monte San Savino · Montemignaio · Monterchi · Montevarchi · Ortignano Raggiolo · Pergine Valdarno · Pieve Santo Stefano · Poppi · Pratovecchio Stia · San Giovanni Valdarno · Sansepolcro · Sestino · Subbiano · Talla · Terranuova Bracciolini
1. ↑  https://demo.istat.it/?l=it.